# 成汶铁路
成汶铁路，也称“青灌铁路”，是宝成铁路的一条支线，东起成都市青白江区，西到都江堰市，由中国铁路成都局集团运营，全长59.51千米。

## 概况
成汶铁路始建于1959年，自宝成铁路青白江站出岔，原计划修建至汶川县，后灌县（今都江堰市）至汶川段因地形过于复杂而放弃，最终铁路只建至蒲阳站（原名灌县站、都江堰站）。全线于1960年建成，仍使用成汶铁路作为线路名。成汶线曾有彭州至白水河窄轨支线（轨距762mm）彭白线，用于矿区资源运输，由四川省地方铁路局管辖，现已拆除。

目前，成汶线主要用于货运，全线限速60km/h。2008年5月12日发生的汶川大地震使成汶铁路受损严重，后经过抢修，于5月14日恢复运行。